# Frederik Ulrik Timm
Frederik Ulrik Timm (2. juli 1801 i København – 8. april 1860 i Randers) var en dansk borgmester og politiker.
Han var søn af hofklejnsmed (og møntsamler) Georg Frederik Timm (1746-1829) og Birgitte Wigantine f. Hansen (1777-1843). Han blev 1820 student fra Metropolitanskolen og 1824 juridisk kandidat; blev 1828 auditør (siden 1831 i Randers), 1843 herredsfoged i Kær Herred, 1851 by- og herredsfoged i Hjørring og endelig 1856 borgmester og auktionsdirektør i Randers; fik 1833 titel af overauditør og 1852 af justitsråd. 4. december 1849 valgtes han til Folketinget i Aalborg Amts 1. kreds og var i de 3 følgende samlinger udvalgsordfører om ret vigtige praktiske lovforslag, bl.a. om Tyendeloven. Han sad på tinge indtil 4. august 1852. Han døde 8. april 1860 og efterlod sig en betydelig samling af kobberstik.
4. juni 1835 havde han i Trinitatis Kirke ægtet Thea Hertz (18. maj 1808 i København – 30. maj 1860 i Randers), datter af bagermester Hertz Philip Hertz og Hanne Behrend (senere kaldet Johanne Maria Caroline Behrend).